# CMS Cameron McKenna
CMS Cameron McKenna este o companie internațională de avocatură de business, prezentă și în România.
Concurenții principali sunt Țuca Zbârcea & Asociații, Mușat & Asociații, Nestor Nestor Diculescu Kingston Petersen (NNDKP), Boștină și Asociații, Stoica & Asociații, Popovici Nițu & Asociații, Badea Clifford Chance, Salans Moore și Schoenherr și Asociații.
Cifra de afaceri în România în anul 2008: 14 milioane Euro.